# 大牧村六郎右衛門
大牧村 六郎右衛門（おおまきむら ろくろうえもん、生没年不詳）とは、江戸時代後期に砺波郡五箇山赤尾谷組の代官職（十村）を務めた人物。苗字は岡部。

## 概要

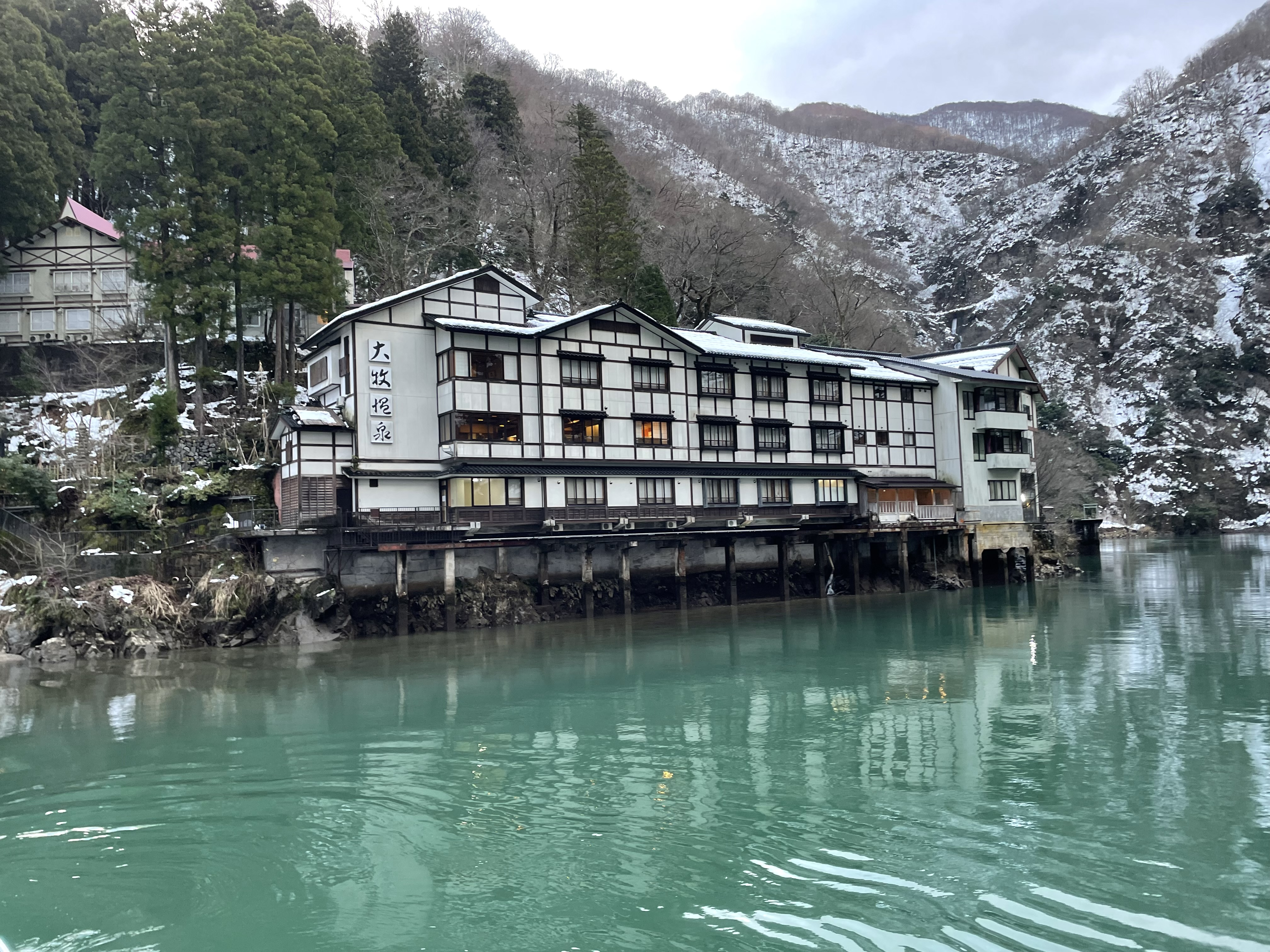
2023年撮影の大牧温泉。六郎右衛門は大牧湯番頭の子孫であった。

前田家加賀藩による五箇山統治が始まった時、加賀藩は瑞泉寺下梨道場（後の瑞願寺）の五ヶ山市助を代官（十村）として支配する形式を取った。その後、慶安4年（1651年）からは五箇山を2分し、五箇山東半（小谷・利賀谷,「利賀谷組」と呼ばれる）・五箇山西半（赤尾谷・上梨谷・下梨谷,「赤尾谷組」と呼ばれる）にそれぞれ十村を置く体制が確立した。しかし、宝暦9年（1759年）4月に両組の十村役を兼ねていた下梨村宅左衛門が牢死した後、後任は平野部在住の三清村仁九郎と大西村加伝次が選ばれ、以後五箇山の外部から十村が選ばれるのが通例となった。五箇山の十村組を五箇山外から任命するようになったのは、五箇山地域に対する加賀藩の支配体制を強化する意図があったと考えられている。
このような状況下で、利賀谷組の住人が赤尾谷組の十村を務めるという形式ではあるが、唯一五箇山内から十村役に選ばれたのが大牧村六郎右衛門である。六郎右衛門は、寛永8年（1631年）に金子12枚の手上げをした大牧村与一郎や、同年に大牧湯番頭であった市右衛門の子孫であったと伝えられている。
六郎右衛門は安永3年（1774年）9月18日から十村役を務め、安永4年（1775年）4月には藩主の帰国に際し「越後姫川の御川越人足才許を仰せ付けられ、御用首尾よく相勤め」たとの記録がある。
しかし安永8年（1779年）8月以後は再び平野部の大西村加伝次・金屋本江村金右衛門が十村役を務め、これ以後は五箇山地域から十村役が排出されることはなくなった。
なお、十村役を退いた後も大牧村六郎右衛門家は塩硝上者屋を営み、塩硝関係の史料で屡々言及されている。また、六郎右衛門家は代々利賀谷筋の塩吟味人も務めていたようで、天保期の当主は塩硝勢子方役を勤めたとの記録もある。
明治維新後、六郎右衛門家は岡部家と称している。